# ازدنکو زورکو
ازدنکو زورکو (انگلیسی: Zdenko Zorko؛ زادهٔ ۱۸ اوت ۱۹۵۰) بازیکن سابق هندبال اهل یوگسلاوی و مربی اهل کرواسی است.